# شيلبي هيوز
شيلبي هيوز (بالإنجليزية: Shelby Hughes)‏ هي فنانة أمريكية، ولدت في 1981، وتوفيت في 2014.